# Gostosas, Lindas & Sexies
Gostosas, Lindas & Sexies é um filme de comédia brasileiro de 2017, dirigido por Ernani Nunes e roteirizado por Vinícius Marques.

## Elenco
- Carolinie Figueiredo como Beatriz
- Cacau Protásio como Ivone
- Mariana Xavier como Marilu
- Lyv Ziese como Tânia
- André Bankoff como Daniel
- Marcos Pasquim como Edmundo
- Juan Alba como Ricardo
- Carlos Bonow como Ivanderson
- Marco Antonio Caponi como Sebastian
- Gianne Albertoni como Vera
- Juliana Alves como Juju Bombom
- Márcia Cabrita como Arlete
- Eliane Giardini como Carmem
- Paulo Silvino como Gilson
- Guilherme Hamacek como Felipe
- Guta Ruiz como Gisela
- Rita Batata como Roberta
- Cristiane Wersom como Carla
- Lyvia Maschio como Claudia
- Felipe Yuji como Christian
- Wilson de Santos como Flávio (voz)
- Bruna Mafra como Tatiana
- Gustavo Canovas como Ismael
- Bruno Belarmino como Hercules
- Regiana Antonini como Sarah
- Tuna Dwek como Dóris
- Pedro Bosnich como Marlon
- Lucas Bernardini como Dominic
- Adriana Perim como Lucia Helena
- Sabrina Korgut como Maria
- Chico Neto como Garçom Tango
- Marjorie Gerardi como Mulher Selfie

## Produção

### Antecedentes e desenvolvimento
Antes de Gostosas, Lindas & Sexies, o diretor Ernani Nunes havia trabalhado somente na direção de realities show para a televisão. O filme de comédia marca a estreia do cineasta na direção de um longa-metragem. A produção do filme ficou a cargo de Marcelo Braga, sócio fundador da Santa Rita Filmes. O roteiro, escrito por Vinícius Marques, é uma adaptação da peça de teatro homônima para o cinema. As gravações do filme foram iniciadas em 7 de abril de 2016 com locações na cidade de São Paulo. O filme foi rodado com um orçamento de R$ 600 mil.

## Recepção

### Avaliação da crítica
O filme repercutiu negativamente pela crítica especializada. Naief Haddad, da Folha de S.Paulo, avaliou o filme com 1 estrela de 5, e disse: "Prevalece a sensação de que mesmo essas personagens seriam capazes de surpreender mais o público não fosse a direção convencional de Ernani Nunes e o roteiro previsível de Vinícius Marquez."
Robledo Milani, em sua crítica para o site Papo de Cinema, avaliou o filme com 2 estrelas de 5: "O pouco que se salva em "Gostosas, Lindas e Sexies" se deve, quase que exclusivamente, aos esforços das meninas. O problema é estarem à serviço de uma história limitada em seus recursos e desprovida de lances criativos que evitassem os clichês mais comuns ao gênero."
Sérgio Rizzo, do O Globo, classificou o filme com 3 de 5 estrelas, escrevendo: "Essa comédia romântica esforça-se, de um lado, em investir contra preconceitos. É provável que espectadores ouçam, vindos da boca dos personagens (e inclusive de uma geladeira falante), absurdos que já disseram por aí."